# 溫納貝戈 (內布拉斯加州)
溫納貝戈（英語：Winnebago）是位於美國內布拉斯加州瑟斯頓縣的村。

## 人口
根據2020年美國人口普查的數據，溫納貝戈的面積為0.83平方千米，皆為陸地。當地共有人口916人，而人口密度為每平方千米1,104人。